# Dariusz Szwed
Dariusz Szwed (né le 25 avril 1967 à Cracovie est un auteur et homme politique polonais.
Dariusz Szwed est licencié en relations économiques internationales (Université de Cracovie) et en politiques environnementales (Université de Varsovie).
Il copréside les Verts polonais avec Małgorzata Tkacz-Janik. Il est également le délégué de ce parti auprès du Parti vert européen, pour lequel il coordonne les campagnes Économie verte et Énergie verte. Il est également membre de l'Association européenne des économistes de l'environnement et des ressources naturelles.
Dariusz Szwed exerce également des fonctions de consultants pour de nombreuses organisation: Banque internationale pour la reconstruction et le développement, Greenpeace, WWF, UICN, Milieukontakt Oost-Europa, etc. De 2001 à 2002, il a également été expert externe pour le Ministère polonais de l'environnement sur l'accès à l'information et la participation du public dans le cadre de la Convention d'Aarhus.
Lors des élections législatives de 2005, il est candidat au parlement sur une liste d'alliance avec le Parti social-démocrate de Pologne. Les deux partis n'obtiennent que 3,89 % alors qu'il aurait fallu atteindre le quorum de 5 % pour obtenir des sièges.
Dariusz Szwed est l'auteur, coauteur et éditeur de livres et de publications sur le développement durable:
- Nuclear Power - Myth and Reality (éditeur de l'édition polonaise), Heinrich Böll Foundation, Varsovie, décembre 2006,  (ISBN 83-85787-45-3)
- Food safety in European Union's agricultural and consumer policies in the New Member States, IUCN – Office for Central Europe, Varsovie 2005
- Udział społeczeństwa w postępowaniu w sprawie oceny oddziaływania na środowisko, Ministère de l'environnement, Varsovie 2002,  (ISBN 83-85787-35-6)
- Dostęp do informacji o środowisku, Ministry de l'Environnement, Varsovie 2002,  (ISBN 83-85787-34-8)
- Zalecane kierunki zmian wzorców konsumpcji i modeli produkcji sprzyjające strategii trwałego, zrównoważonego rozwoju, Ministère de l'économie, Warsaw 2000
- Analiza kosztów i korzyści ratyfikacji Konwencji o dostępie do informacji, udziale społeczeństwa w podejmowaniu decyzji oraz dostępie do sprawiedliwości w sprawach dotyczących środowiska, Ministère de l'environnement, Varsovie 1999 (document not published)
- Model współpracy pomiędzy Ministerstwem Ochrony Środowiska, Zasobów Naturalnych i Leśnictwa a pozarządowymi organizacjami ekologicznymi (coauteur), Towarzystwo Naukowe Prawa Ochrony Środowiska, Wrocław, 1997
- Trade Liberalization – an Environmental Problem - présenté lors du symposium public: Trade, Environment and Sustainable Development, GATT, Genève, 10-11 juin 1994.

## Sources
- (en) Cet article est partiellement ou en totalité issu de l’article de Wikipédia en anglais intitulé « Dariusz Szwed » (voir la liste des auteurs).

- Notices d'autorité :   - VIAF
  - ISNI
  - LCCN
  - GND
  - Pologne
  - NUKAT
  - WorldCat